# Paramispila bispecularis
Paramispila bispecularis är en skalbaggsart som först beskrevs av White 1858.  Paramispila bispecularis ingår i släktet Paramispila och familjen långhorningar. Inga underarter finns listade i Catalogue of Life.